# Cavone
Der Cavone (historisch Acalander, Ακαλάνδρος) ist ein Fluss in der Region Basilicata in Süditalien.

## Verlauf
Der Cavone entspringt als Salandrella bei Accettura an der Grenze zur Provinz Potenza im Parco regionale di Gallipoli Cognato Piccole Dolomiti Lucane, fließt zunächst nach Nordosten und wendet sich bei Garaguso nach Südosten. Von dort fließt er parallel zu den Flüssen Agri (im Süden) und Basento (im Norden) dem Ionischen Meer zu, in das er nach einem Lauf von 49 km bei Marina di Pisticci mündet.
Das Einzugsgebiet des Flusses beträgt 675 km².